# Limoncello

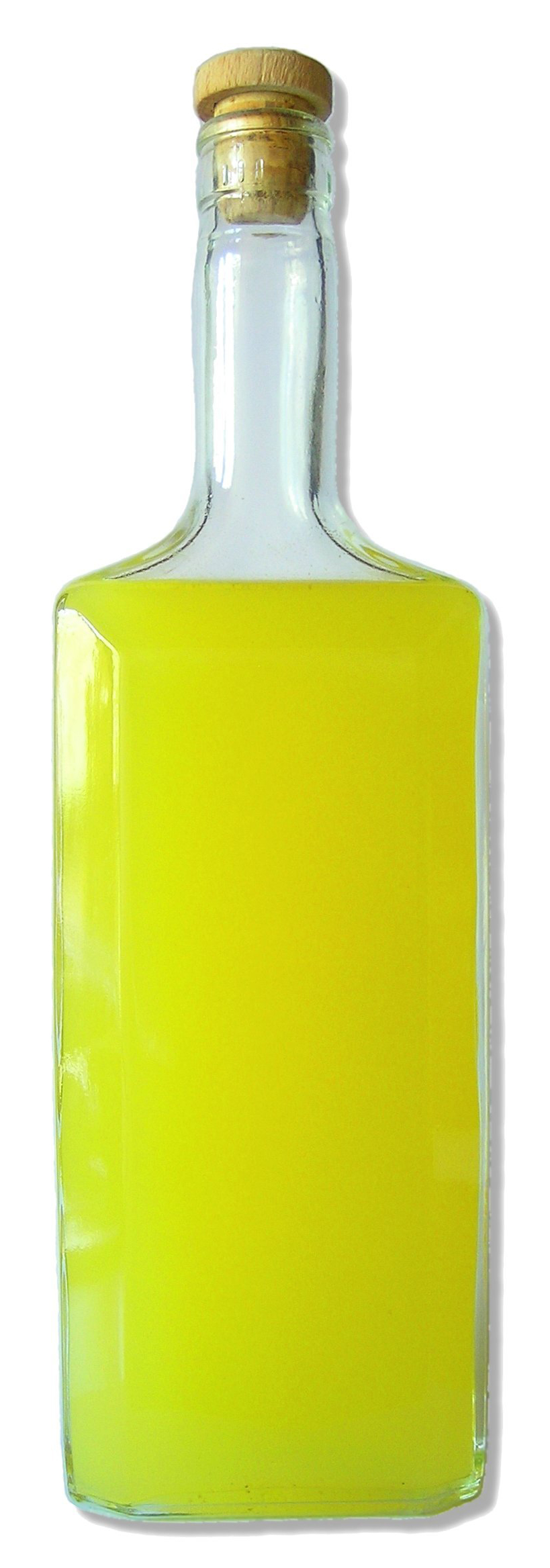
Een fles zelfgemaakte limoncello.

Limoncello is een Italiaanse alcoholische drank, met een alcoholpercentage van tussen de 25 en 36 procent, die wordt gemaakt van citroenen. De drank heeft overeenkomsten met de Nederlandse citroenbrandewijn.
Het is een likeur die vooral bereid wordt in het zuiden van Italië, rond de golf van Napels, langs de Amalfikust en op het eiland Capri. Limoncello wordt ook geproduceerd op Sicilië, Sardinië en Malta en zelfs in Frankrijk en Californië.
Traditioneel werd limoncello gemaakt met citroenen uit de omgeving van Sorrento. Later werden ook citroenen uit andere regio's gebruikt. Alleen limoncello die met citroenen uit de omgeving van Sorrento wordt gemaakt mag de naam Liquore di Limone di Sorrento I.G.P. dragen. De aanduiding IGP (Indicazione geografica protetta, in het Nederlands: beschermde geografische aanduiding) garandeert dat er Sorrento-citroenen zijn gebruikt.

## Bereiding
Limoncello is een likeur die in Italië door particulieren zelf wordt gemaakt. Voor het beste resultaat worden citroenen van Sorrento en (pure) alcohol van 96% gebruikt. De hoeveelheden variëren, maar over het algemeen wordt aan een halve liter pure alcohol de schil van vijf citroenen toegevoegd. Na drie weken (of iets langer) wachten wordt een siroop van 400 gram suiker en 500 ml water toegevoegd. Na circa 10 dagen wordt de drank na filtrering overgegoten in flessen en is de limoncello geschikt voor consumptie.
Indien men niet de beschikking heeft over 96% alcohol kan men een andere alcoholbasis gebruiken, zoals grappa, wodka of jenever. Het verschil is het ontbreken van de gele kleur en het duidelijk zwakkere aroma, omdat de oliën uit de citroenschil niet optimaal opgelost worden.

## Serveren
Limoncello wordt meestal koud (4 à 5 °C) na de maaltijd als digestief gedronken. Daarnaast wordt het meer en meer in cocktails gebruikt. Zo zijn bijvoorbeeld mixen met prosecco en tonic populair.